# Adam Wrzosek

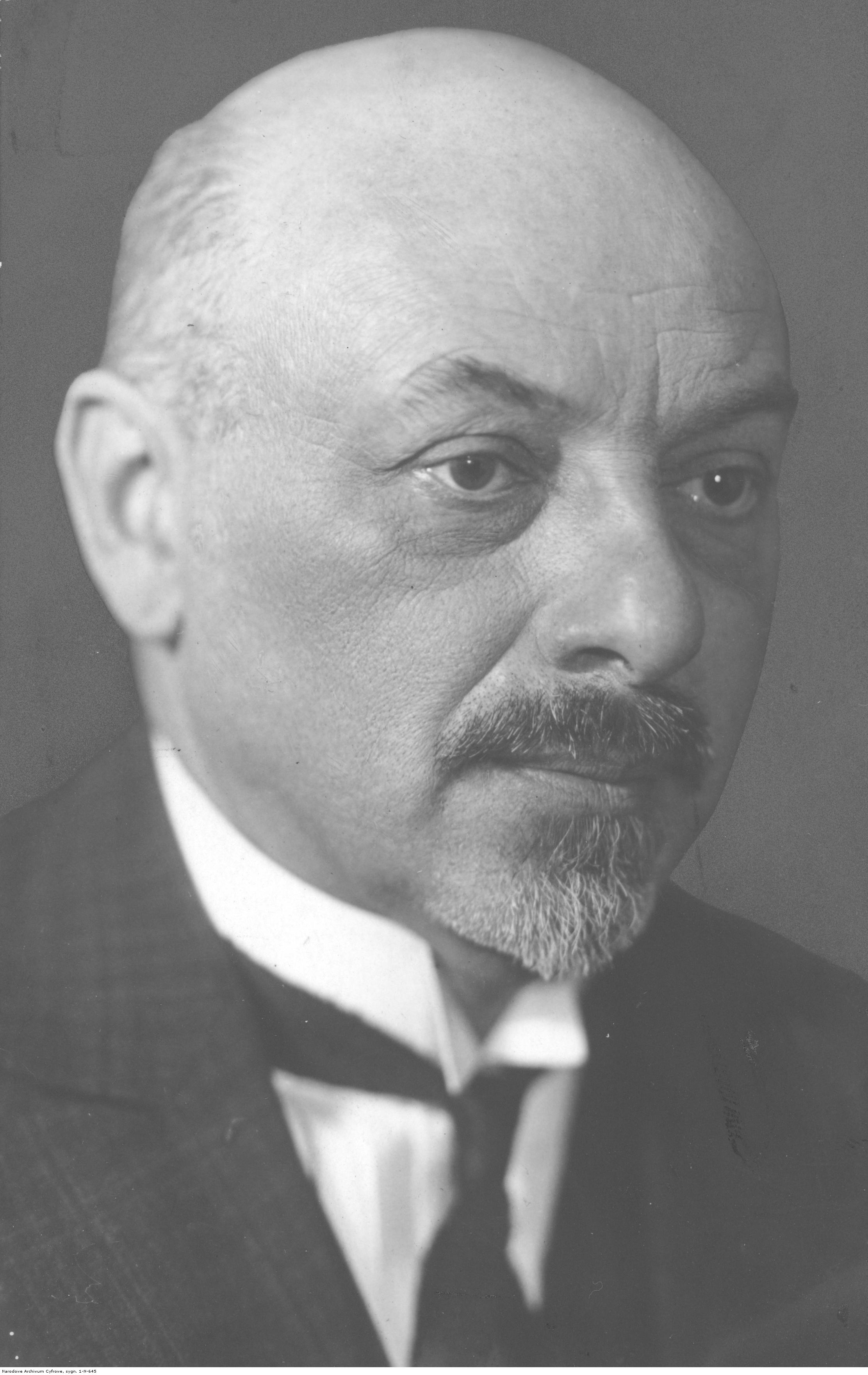
Adam Wrzosek

Adam Jan Wrzosek (* 6. Mai 1875 in Zagórze bei Dąbrowa Górnicza, Russisch-Polen; † 26. Februar 1965 in Posen) war ein polnischer Anthropologe und Medizinhistoriker.

## Leben
Er war der Sohn des Industriellen Józef Wrzosek und Pelagia geb. Skibińska. Er besuchte die Gymnasien in Piotrków Trybunalski und Łódź. An der Friedrich-Wilhelms-Universität zu Berlin erlangte er 1898 den medizinischen Doktortitel. Anschließend war er in Kiew mehrere Monate als Volontär an der Universitätsfrauenklinik tätig. 1899 eröffnete er in seiner Heimatstadt Zagórze eine private Arztpraxis. Als Betriebsarzt in Dąbrowa Górnicza sammelte er neue medizinische Erfahrungen. 

### Krakau
Nach Studienaufenthalten in Paris, Zürich und Wien begann er 1901 an der Jagiellonen-Universität mit wissenschaftlichem Arbeiten. 1906 habilitierte er sich. Ab Juni 1910 lehrte er Medizingeschichte an der Medizinischen Fakultät der Jagiellonen-Universität, ab 1912 auch Allgemeine und Experimentelle Pathologie und Medizinische Propädeutik. 1913 begann er als Leiter der Abteilung für Anthropologie an der Philosophischen Fakultät der Jagiellonen-Universität zu arbeiten. Im September 1914 trat er in die Gemeinsame Armee und im Dezember in die Polnischen Legionen ein. Ab September 1914 war er im Rang eines Oberstleutnants Chefarzt der 4. Abteilung des Festungskrankenhauses im Kloster der Unbeschuhten Karmeliten in Krakau. Zu dieser Zeit war er im Krakauer Fürstbischöflichen Komitee für Kriegsopferhilfe tätig.

### Warschau und Posen
Im September 1918 zog er nach Warschau, wo er zum Leiter der wissenschaftlichen Abteilung in der Sanitärabteilung des Außenministeriums der Zweiten Polnischen Republik ernannt wurde. Im Februar 1919 wurde er als Oberst in die Reserve versetzt. Er begann seine Arbeit als Direktor der Abteilung für Wissenschaft und akademische Schulen im Ministerium für religiöse Konfessionen und öffentliche Bildung. Große Aufmerksamkeit widmete er damals der Gesetzgebung zu akademischen Schulen. 1920 bot ihm der Senat der damals gegründeten Universität Poznań die Stelle des Dekans der Medizinischen Fakultät an. Er nahm dieses Angebot an und zog in der zweiten Novemberhälfte nach Poznań. Nach Ausbruch des Polnisch-Sowjetischen Krieges kehrte er zur Armee zurück. Er wechselte im Mai 1922 endgültig in die Reserve und kehrte gleichzeitig an die Medizinische Fakultät der Universität Poznań zurück. 1923 kaufte er ein Herrenhaus im kaschubischen Dobki. Während seiner Tätigkeit in Posen pendelte er 1935–1939 nach Litauen, um an der Universität Vilnius Medizin, Propädeutik, Medizinethik und Logik zu lehren.

### Zweiter Weltkrieg
Im September 1939 kam er nach Warschau und von dort nach Kodeń am Bug. Im Kloster der Oblaten der Unbefleckten Jungfrau Maria organisierte er eine Krankenstation für kranke Flüchtlinge aus Warschau. Er kehrte im November nach Warschau zurück und widmete sich der wissenschaftlichen Arbeit. In der Akademischen Lehre engagiert, wurde ihm im Sommer 1942 angeboten, die Medizinische Fakultät der Geheimen Universität der Westgebiete  einzurichten. Aus Posen vertriebene Professoren hatten sie in einer vertraulichen Vereinbarung 1940 gegründet, um polnischen Jugendlichen aus Großpolen, Pommern und Schlesien eine (geheime) Universitätsausbildung zu ermöglichen. Er war der erste Dekan der im Herbst 1942 gegründeten Medizinischen Fakultät: „Wahrheit, Arbeit und Beharrlichkeit“. Gleichzeitig nahm er an der Bekämpfung des Typhus in Warschau teil. Ab Januar 1944 lebte er in Wawer. Dekan der Fakultät war Witold Kapuściński. Im Mai 1944 wurde Wrzosek zum Rektor der Geheimen Universität gewählt. Während des Warschauer Aufstands war er in Warschau. In den Trümmern seines Hauses in der ul. Madaliński fanden sich seine wertvollen Forschungsergebnisse. Er kehrte Mitte März 1945 an die wiedererstandene Universität Posen zurück und lehrte medizinische Propädeutik, Geschichte und Philosophie der Medizin sowie physiologische Anthropologie. 

### Nachkriegszeit
Nach seiner Emeritierung arbeitete er nach 1947 als a.o. Professor ohne Lehrverpflichtung in dem von ihm eingerichteten Institut für Anthropologie. Im Januar 1957 wurde er in Posen als o. Professor für Medizingeschichte reaktiviert. 1960 trat er mit 85 Jahren endgültig in den Ruhestand.

## Werk
Seine wissenschaftlichen Leistungen umfassten damals über 470 Publikationen auf den Gebieten Bakteriologie, Anthropologie, Ethnographie, allgemeine und experimentelle Pathologie, experimentelle Onkologie, Rechtsmedizin, Pädiatrie, Medizintheorie, Ethik, Logik und Geschichte der Medizin wie die Kulturgeschichte und die polnische Medizingeschichtsschreibung. Er war ein Freund der Jugend und förderte die Veröffentlichung der Dissertationen seiner Doktoranden, so auch von Alfons Wojewski.  

## Fachgesellschaften
Er war Gründer und Organisator mehrerer Fachgesellschaften und wissenschaftlicher Kommissionen. In den Jahren 1924–1927 leitete er die Polnische Gesellschaft für Geschichte und Philosophie der Medizin. 1925 war er Präsident der Polnischen Anthropologengesellschaft. In den Jahren 1957–1960 war er Vorsitzender der Zweigstelle Posen der Gesellschaft für Geschichte der Medizin. Er war aktives Mitglied der Akademie der Medizinischen Wissenschaften und der Polnischen Akademie der Künste und Wissenschaften.

## Herausgeber
- Wiadomości Antropologiczne
- Archive of History and Philosophy of Medicine
- Nowiny Lekarskie
- Polski Słownik Biograficzny

## Ehrungen
- Orden Polonia Restituta, Komtur
- Franz-Joseph-Orden
- Académie française, Offizier
- Ehrenabzeichen der Pfadfinder
- Ehrenmitglied vieler wissenschaftlicher Gesellschaften
- Ehrendoktor
  - Polnische Stefan-Batory-Universität in Vilnius (1929)
  - Medizinische Akademie Posen (1961)
  - Jagiellonen-Universität (1964)